# NGC 6172
NGC 6172 је елиптична галаксија у сазвежђу Змија која се налази на NGC листи објеката дубоког неба.
Деклинација објекта је - 1° 30' 51" а ректасцензија 16h 22m 10,2s. Привидна величина (магнитуда) објекта NGC 6172 износи 12,8 а фотографска магнитуда 13,8. NGC 6172 је још познат и под ознакама IC 1213, UGC 10352, MCG 0-42-3, CGCG 24-9, NPM1G -01.0494, PGC 57937.